# Peculiar People

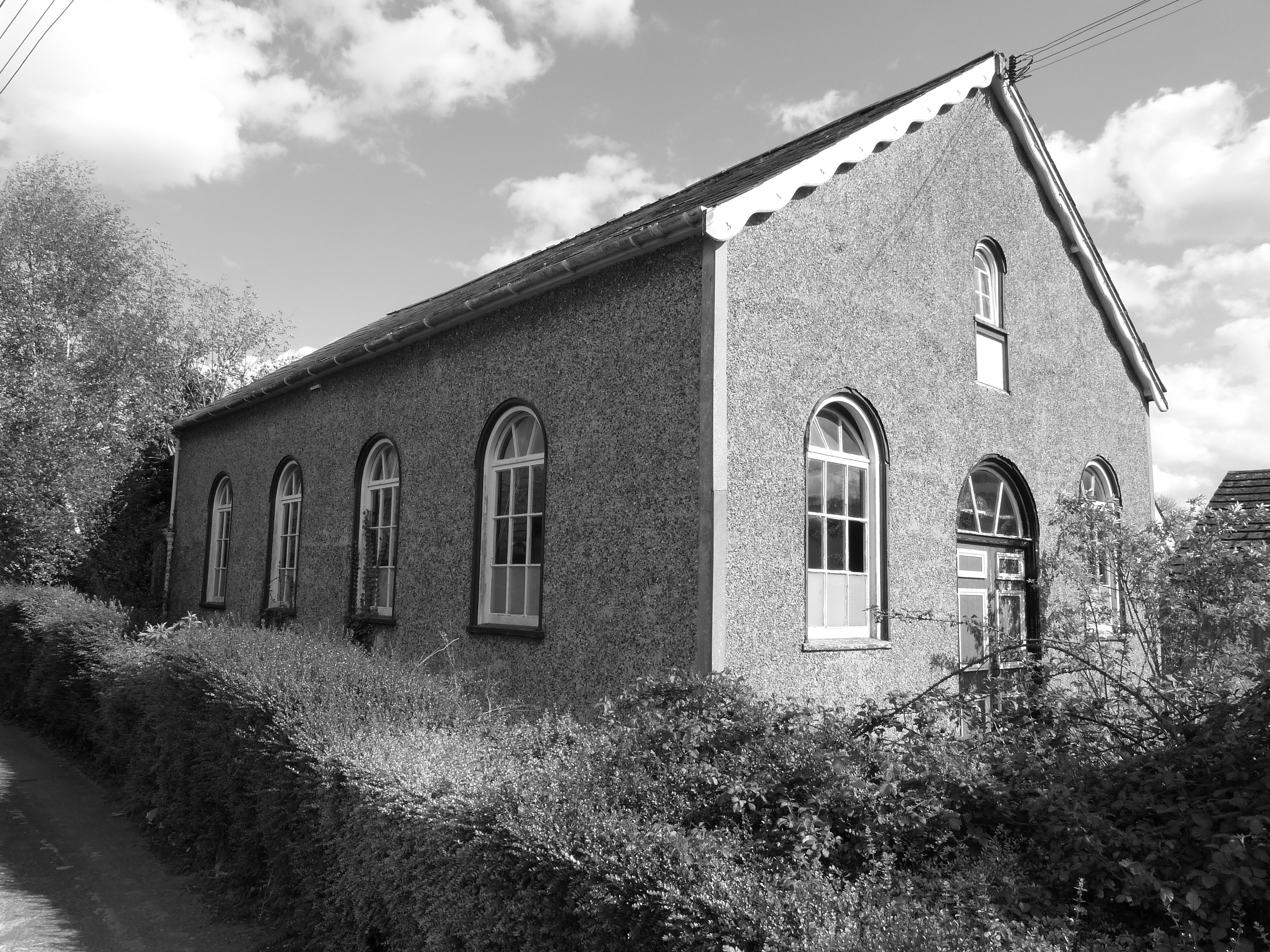
La capilla fundacional del Pueblo Peculiar en Tillingham, Essex

Peculiar People (el Pueblo Peculiar) es el nombre de un movimiento cristiano que originalmente era una rama del wesleyanismo. La organización fue fundada en 1838 en Rochford, Essex, por James Banyard, nacido en 1800 e hijo de un trabajador agrícola. El nombre deriva de un frase que figura tanto en el Antiguo Testamento como en el Nuevo Testamento de la Biblia del rey Jacobo, concretamente en el Deuteronomio y en la primera epístola de Pedro.
En el Biblia del rey Jacobo, publicada por primera vez en 1611, en el libro del Deuteronomio 14:2 se dice lo siguiente: "Porque tú eres un pueblo santo para el Señor tu Dios, y el Señor te ha elegido como un pueblo peculiar para sí mismo, sobre todas las naciones que están sobre la tierra".
También en la versión del rey Jacobo, en la primera epístola de Pedro 2:9 se dice así: "Pero vosotros sois una generación elegida, un sacerdocio real, una nación santa, un pueblo peculiar, para que podáis manifestar las alabanzas de aquel que os ha llamado a salir, su luz maravillosa en la oscuridad".
La expresión "pueblo peculiar" no fue en modo alguno una crítica, sino más bien una orgullosa frase bíblica que podría verse como una seña de honor.
"Pueblo Peculiar" es también una denomimación que se usa para describir a la Sociedad Religiosa de los Amigos, que adoptaron con cierto orgullo.

## Fundación y difusión
Banyard se emborrachaba con frecuencia, hasta que su esposa le pidió que asistiera a un servicio en la capilla metodista wesleyana local. El mensaje del predicador tuvo un profundo efecto en Banyard, en la medida en que se convirtió en abstemio y asistía regularmente a la iglesia. En poco tiempo se convirtió en un predicador de buena reputación en el círculo wesleyano. En 1837, alquiló con William Bridges una antigua casa de trabajo en Rochford que se convirtió en la primera capilla del nuevo grupo, que Banyard y Bridges llamaron el Pueblo Peculiar, un nombre tomado del Deuteronomio 14:2 y 1ª de Pedro 2:9.
La tumba de James Banyard todavía se puede ver en el cementerio de la iglesia de San Andrés en Rochford.
A mediados de la década de 1850, el movimiento del Pueblo Peculiar se extendió más profundamente en Essex, en gran parte una región de tierras agrícolas ocupada por una población naturalmente conservadora. Los oradores del Pueblo Peculiar predicaban una forma puritana de cristianismo que se hizo popular, y surgieron numerosas capillas en las zonas rurales de Essex. También practicaban la curación por la fe.
El escritor Charles Maurice Davies, en su obra titulada "Unorthodox London", incluyó una descripción de los peculiares en el Plumstead del siglo XIX. En el Diccionario de sectas y herejías publicado por John Henry Blunt en (1874), los peculiares estaban descritos como "una secta de personas muy ignorantes".
Los miembros del Pueblo Peculiar practicaban una forma viva de adoración y se consideraban obligados por la interpretación literal de la Biblia del Rey Jacobo. No buscaban atención médica inmediata en caso de enfermedad, y preferían confiar en la oración como un acto de fe. Esto condujo a denuncias judiciales cuando murieron algunos niños por falta de tratamiento médico. En respuesta a la preocupación suscitada por el rechazo de la atención médica, algunos padres fueron encarcelados después de 1910.
Debido a un brote de difteria surgido en Essex, la secta se dividió entre los 'Old Peculiars', que todavía rechazaban la medicina, y los 'New Peculiars', que de alguna manera transigían con ella. La división se cerró en la década de 1930, cuando en general prevaleció la nueva tendencia. Durante las dos guerras mundiales, algunas personas peculiares ejercieron la objeción de conciencia, sosteniendo que la guerra es contraria a las enseñanzas de Jesucristo.

## Unión de Iglesias Evangélicas
La membresía de la iglesia llegó a su punto máximo en la década de 1850 con 43 capillas, pero se redujo hasta 1956, cuando el Pueblo Peculiar cambió su nombre al más discreto de Unión de Iglesias Evangélicas (UIE). El movimiento continúa con el culto regular en las 15 capillas restantes en Essex y Londres. Algunas de las características distintivas tradicionales mencionadas se han abandonado, por lo que las iglesias de la Unión de hoy son similares a otras iglesias evangélicas.
La Unión de Iglesias Evangélicas mantiene su estructura como una agrupación de iglesias, pero está asociada con el Fellowship of Independent Evangelical Churches y con el Affinity. Tiene su oficina central en la Iglesia Evangélica de Eastwood Road, 36 Eastwood Road, Rayleigh, Essex SS6 7JQ.
Las 15 iglesias de la UIE están en Camberwell y Canning Town en Londres y Chelmsford, Corringham, Cressing, Daws Heath, Eastwood, Great Wakering, Little Totham, Rayleigh, Shoeburyness, Southend-on-Sea, Stanway, Wickford y Witham en Essex.
El sitio web de la UIE informa que los servicios se han suspendido en la Iglesia Evangélica de Shoeburyness y en la Iglesia Evangélica de Rayleigh.